# Державний кордон Киргизстану

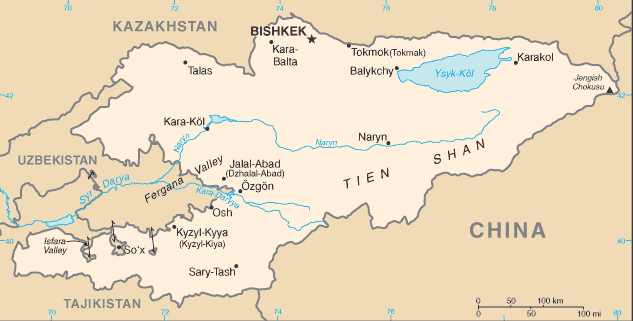
Карта Киргизстану

Державний кордон Киргизстану — державний кордон, лінія на поверхні Землі та вертикальна поверхня, що проходить по цій лінії, що визначають межі державного суверенітету Киргизстану над власними територією, водами, природними ресурсами в них і повітряним простором над ними. 

## Сухопутний кордон
Загальна довжина кордону — 4573 км. Киргизстан межує з 4 державами. Киргизстан має ексклав Барак на території Узбекистану. На південному заході території Киргизстану знаходяться ексклави сусідніх держав: Джангайл, Сохський район, Чон-Гара і  Шахимардан (Узбекистан); Ворух і Західна Калача (Таджикистан).
Ділянки державного кордону
| Держава     | Ділянка         | Довжина (км) | Прикордонні регіони | Примітки |
| ----------- | --------------- | ------------ | ------------------- | -------- |
| КНР         | схід і південь  | 1063         |                     |          |
| Казахстан   | північ          | 1212         |                     |          |
| Таджикистан | південний захід | 984          |                     |          |
| Узбекистан  | захід           | 1314         |                     |          |

Узбецькі анклави на території Киргизстану

Країна не має виходу до вод Світового океану.